# Amanda Hocking
Amanda Hocking (* 12. července 1984) je americká spisovatelka paranormální romantiky a literatury pro mládež.

## Kariéra
Hockingová žije (2019) v Rochesteru v Minnesotě. Do roku 2010, kdy byla zaměstnaná jako domácí pracovnice, napsala ve svém volném čase 17 románů. V dubnu roku 2010 je začala samovydávat jako e-knihy. V březnu roku 2011 se prodalo více než milion kopií jejích devět knih a získala dva miliony dolarů z jejich prodeje. Na začátku roku 2011 měla Hockingová v průměru 9 000 prodaných knih každý den.
Její publikované knihy se skládají z My Blood Approves, upíří romantická série, Trylle Trilogy, urban fantastická série pojednávající o dospívající dívce a zombie románu Hollowland.
V březnu téhož roku podepsala s vydavatelstvím St. Martin's Press smlouvu na čtyři knihy v ceně dvou milionů dolarů. To se týkalo její nové YA paranormální série s názvem Watersong. První kniha s názvem Probudit byla vydána v srpnu 2012. Všechny tři knihy trilogie Trylle Trilogy, které dříve samovydala, byly taktéž prodány St. Martin's Press. V roce 2015 Hockingová oznámila, že se St. Martin's Press podepsala prodejní práva na další tři knihy. Jednu samostatnou knihu a duologii. Samostatná kniha Freeks, která pojednává o cirkusu v 80. letech, byla publikována v lednu roku 2017, zatímco duologie, která bude pojednávat o severské mytologii a valkýrách, bude teprve vydána.

### Knižní sérieMy Blood Approves
- My Blood Approves – 17. března 2010
- Fate – 15. dubna 2010
- Flutter – 25. května 2010
- Wisdom – 22. srpna 2010
  - Letters to Elise: A Peter Townsend Novella – 20. prosince 2010
- Swear – 9. listopadu 2016

### Knižní sérieSvět Tryllů
- Dědička – 15. listopadu 2012 (Switched – 12. července 2010)
  - The Vittra Attacks
- Rozpolcení – 31. ledna 2013 (Torn – 15. listopadu 2010)
  - One day: Three Ways – 1. března 2012
- Boj o trůn – 28. března 2013 (Ascend – 2011)
  - Ever After – 26. dubna 2012

### Knižní sérieThe Hollows
- Hollowland – 5. října 2010
- Hollowmen – 8. listopadu 2011

### Knižní sérieWatersong
- Forgotten Lyrics – 30. října 2012 (prequel)
- Wake – 7. srpna. 2012
- Lullaby – 27. listopadu 2012
- Tidal – 4. června 2013
- Elegy – 6. srpna 2013

### Knižní sérieKroniky Kaninu - Příběh ze světa Tryllů
- The King's Games – 24. června 2015 (prequel)
- Mrazivý oheň – 17. října 2016 (Frostfire – 6. ledna 2015)
- Políbená ledem – 1. května 2017 (Ice Kissed – 5. května 2015)
- Křišťálové království – 30. listopadu 2017 (Crystal Kingdom – 4. srpna 2015)

### Ostatní
- Virtue – 27. května 2011
- Freeks – 3. ledna 2017